# Бурогорлая брахигальба
Бурогорлая брахигальба (лат. Brachygalba lugubris) — вид певчих птиц из семейства якамаровых.
Вид распространён в тропических и субтропических дождевых лесах Южной Америки.
Птицы длиной 14—18 см, весом 16—23 г. Тело имеет коричневую окраску, крылья фиолетовые, брюхо белое.
Питается насекомыми, на которых охотится на лету. Гнездо обустраивает в норе, которую выкапывает на обрывистых берегах рек, в оврагах или обрывах.